# Hannunjärvi
Hannunjärvi är en sjö i Kiruna kommun i Lappland och ingår i Torneälvens huvudavrinningsområde. Sjön har en area på 0,0516 kvadratkilometer och ligger 360 meter över havet.

## Delavrinningsområde
Hannunjärvi ingår i det delavrinningsområde (755891-174750) som SMHI kallar för Namn saknas. Medelhöjden är 408 meter över havet och ytan är 36,58 kvadratkilometer. Det finns inga avrinningsområden uppströms utan avrinningsområdet är högsta punkten. Särkijoki som avvattnar avrinningsområdet har biflödesordning 3, vilket innebär att vattnet flödar genom totalt 3 vattendrag innan det når havet efter 368 kilometer. Avrinningsområdet består mestadels av skog (53 procent) och sankmarker (46 procent). Avrinningsområdet har 0,44 kvadratkilometer vattenytor vilket ger det en sjöprocent på 1,2 procent.